# Me pongo de pie
Me pongo de pie, fue un reality show y concurso de talentos mexicano, creado por los productores de televisión Rubén Galindo y Santiago Galindo.

## Formato y etapas
El programa consistió en un concurso de padres e hijos que se enfrentan a otras familias en una competencia de canto. El programa tuvo una duración de 10 semanas donde participaron 24 familias, las cuales fueron apoyadas por 6 artistas como capitanes.
Cada una de las parejas se presentarán cada domingo en diferentes competencias de canto, siendo evaluadas por otros 3 jurados más una votación popular.

## Participantes

### Jurado
El jurado seleccionado por la producción que cada domingo calificaba el desempeño y montaje de las canciones presentadas por cada familia, el cual estuvo integrado por conocidos cantantes y productores musicales, como los mexicanos Cristián Castro y Espinoza Paz, y Ana Torroja cantante española.
| Presentador          |
| -------------------- |
| Galilea Montijo      |
| Vanessa Huppenkothen |
| Jurado               |
| Cristián Castro      |
| Espinoza Paz         |
| Ana Torroja          |

## Equipos
| Familia   | Elección                 | Capitán       |
| --------- | ------------------------ | ------------- |
| García    | Directa por capitán      | Río Roma      |
| Pintos    | Designado por los jueces | Río Roma      |
| Modesto   | Directa por capitán      | Ha*Ash        |
| Barraza   | Designado por los jueces | Ha*Ash        |
| Cervantes | Directa por capitán      | Paty Cantú    |
| Tijerina  | Designado por los jueces | Paty Cantú    |
| Gómez     | Directa por capitán      | Pee Wee       |
| Valdez    | Designado por los jueces | Pee Wee       |
| Monsiváis | Directa por capitán      | María León    |
| Aguilar   | Designado por los jueces | María León    |
| Flores    | Directa por capitán      | Noel Schajris |
| Moro      | Designado por los jueces | Noel Schajris |

## Equipos y expulsados de cada semana
| Familia   | Capitán       | Puesto alcanzado                        |
| --------- | ------------- | --------------------------------------- |
| Barraza   | Ha*Ash        | Primer lugar                            |
| Cervantes | Paty Cantú    | Segundo lugar                           |
| García    | Río Roma      | Tercer lugar                            |
| Moro      | Noel Schajris | Cuarto lugar - Eliminados en la 8ª Gala |
| Monsiváis | María León    | Quinto lugar - Eliminados en la 7ª Gala |
| Gómez     | Pee Wee       | Sexto lugar - Eliminados en la 6ª Gala  |
| Tijerina  | Paty Cantú    | Sexto eliminado                         |
| Valdez    | Pee Wee       | Quinto eliminado                        |
| Aguilar   | María León    | Cuarto eliminado                        |
| Modesto   | Ha*Ash        | Tercer eliminado                        |
| Pintos    | Río Roma      | Segundo eliminado                       |
| Flores    | Noel Schajris | Primer eliminado                        |